# Reggie Jackson
Pour les articles homonymes, voir Reggie Jackson (basket-ball) et Jackson.
Reginald Martinez Jackson (né le  18 mai 1946  à Wyncote, Pennsylvanie, États-Unis) est un ancien joueur de baseball américain.

## Biographie
Reginald Martinez Jackson est le fils de Clara et Martinez Jackson.
Il évolue dans la Ligue majeure de baseball de 1967 à 1987 pour les Athletics de Kansas City, les Athletics d'Oakland, les Orioles de Baltimore, les Yankees de New York et les Angels de la Californie. En 21 saisons, il accumule 2 584 coups sûrs et 563 coups de circuit.
Reggie Jackson est élu au Temple de la renommée du baseball en 1993. Reconnu comme l'un des meilleurs joueurs de l'histoire lors des séries éliminatoires de la Ligue majeure de baseball, il hérite du surnom « Mr. October », ou « Monsieur Octobre ». Il fait partie de la dynastie des Athletics d'Oakland qui remportent les Séries mondiales de 1972, 1973 et 1974 ainsi que des équipes des Yankees gagnantes des Séries mondiales de 1977 et 1978. Nommé Joueur par excellence de la Série mondiale en 1973 et 1977, Jackson est avec Sandy Koufax et Bob Gibson l'un des trois joueurs à avoir reçu deux fois ce prix, et le seul à l'avoir obtenu avec deux clubs différents. En 1973 avec Oakland, Jackson est élu joueur par excellence de la Ligue américaine. 
Joueur étoile à la personnalité flamboyante, à la limite de l'insolence, Jackson est un incontournable du paysage sportif et de la vie new-yorkaise de la fin des années 1970, tapissant les pages des tabloïds et défrayant la manchette pour ses conflits persistants avec d'autres personnages à l'ego démesuré, tels son entraîneur Billy Martin,,, et le propriétaire des Yankees George Steinbrenner.
Frappeur gaucher, Jackson est en dépit de ses considérables succès en offensive le joueur ayant été le plus souvent retiré sur des prises dans le baseball majeur, soit 2 597 fois en carrière.

## Carrière

### Athletics d'Oakland

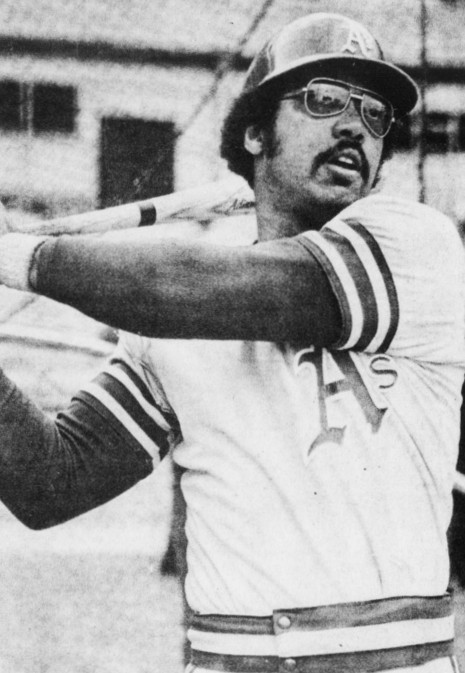
Reggie Jackson en octobre 1973 avec les Athletics d'Oakland.

La carrière de Jackson commence avec les Athletics en 1967, la dernière saison de la franchise à Kansas City avant qu'elle ne s'installe à Oakland (Californie) en 1968. Jackson frappe 47 coups de circuit en 1969 et finit 5e lors du vote pour le joueur par excellence de la Ligue américaine. En 1973, il frappe avec une moyenne au bâton de ,293 avec 32 coups de circuit et 117 points produits. Il mène la ligue en coups de circuit et remporte le prix du joueur par excellence de la saison. Les Athletics remportent la Série mondiale et il est élu le meilleur joueur de la série.

### Orioles de Baltimore
En 1976, il passe une saison avec les Orioles de Baltimore, avant de rejoindre les Yankees de New York. 

### Yankees de New York

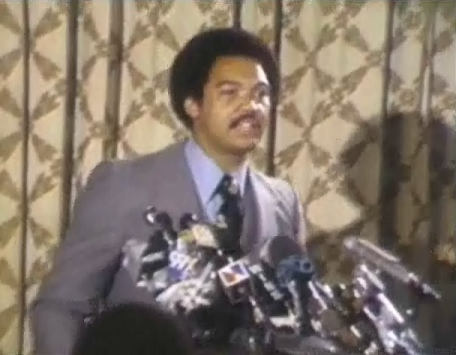
Reggie Jackson est présenté à la presse lors de la signature d'un lucratif contrat avec les Yankees à l'automne 1976.

Le 29 novembre 1976, après avoir décliné une offre de 5 millions des Expos de Montréal et une autre de 3,5 millions des Padres de San Diego, Jackson signe un contrat de 5 ans pour 3 millions de dollars avec les Yankees de New York, une entente qui marque l'arrivée d'une nouvelle ère dans le baseball majeur où l'accès au statut d'agent libre signifie enfin que les joueurs ne sont plus à la merci financière des propriétaires d'équipes.
Avec les Yankees de New York, il frappe 144 coups de circuit en 5 saisons et remporte la Série mondiale deux fois. En 1980, il finit deuxième lors du vote du meilleur joueur de la ligue, et est élu meilleur joueur de la Série mondiale pour la deuxième fois.

### Angels de la Californie
Il passe 5 saisons avec les Angels de Californie, et termine sa carrière par une dernière saison avec les Athletics avant de prendre sa retraite en 1987. Au total en carrière, il a frappé 563 coups de circuit et produit 1 702 points. Il a mené la ligue quatre fois au nombre de coups de circuit, remporté deux fois le meilleur joueur de la Série mondiale et une fois le titre de meilleur joueur de la Ligue américaine en 1973. En 1988, il fait une apparition dans le film Y a-t-il un flic pour sauver la reine ?, dans son propre rôle. Il y est choisi comme assassin de la Reine d'Angleterre.

À droite, le numéro 44 des Yankees, Reggie Jackson, au bâton au Yankee Stadium lors d'un match en 1979.

## Palmarès
- Champion de la Série mondiale
  - avec les Athletics d'Oakland (1972, 1973, 1974)
  - avec les Yankees de New York (1977, 1978)
- Joueur par excellence de la Ligue américaine (1973)
- Joueur par excellence de la Série mondiale (1973, 1978)

## Statistiques en carrière
| Statistiques de frappeur |            |            |      |      |      |      |     |    |     |      |     |     |      |      |       |       |       |
|                          |            |            | G    | AB   | R    | H    | 2B  | 3B | HR  | RBI  | SB  | CS  | BB   | SO   | BA    | OBP   | SLG   |
| Totaux                   | 21 saisons | 21 saisons | 2820 | 9864 | 1551 | 2584 | 463 | 49 | 563 | 1702 | 228 | 115 | 1375 | 2597 | 0,262 | 0,356 | 0,490 |